# Oleg Pasjinin
Oleg Pasjinin (Mytisjtsji, 12 september 1974) is een voormalig Oezbeeks voetballer.

## Clubcarrière
Oleg Pashinin speelde tussen 1992 en 2007 voor Lokomotiv Moskou en Sanfrecce Hiroshima. Hij debuteerde in 2001 in het Oezbeeks nationaal elftal en speelde 12 interlands.